# Jason Brown (pattinatore)
Jason Brown (Los Angeles, 15 dicembre 1994) è un pattinatore artistico su ghiaccio statunitense.

## Biografia
È figlio delle produttrice televisiva Marla Kell. Il padre, Steven Brown, lavora per una società di illuminazione. Ha una sorella maggiore, Jordan, e un fratello minore, Dylan. Ha iniziato a pattinare a tre anni e mezzo perché sua sorella pattinava. La sua allenatrice è stata Kori Ade.
Appartenente alla religione ebraica, ha celebrato il suo bar mitzvah nel 2007. Si è diplomato alla Highland Park High School e ha ricevuto il Ralph Potter Memorial Award for Exceptional Ability and Achievement e il President's Education Award for Outstanding Academic Excellence. Nel 2013 si è iscritto all'Università del Colorado a Colorado Springs. Lo stesso anno lui e Ade si sono spostati a Rocky Mountains, e Brown ha iniziato a essere seguito anche da Eddie Shipstad. All'inizio Brown ha avuto bisogno di un inalatore per adattarsi alla respirazione in altura, ma nel giro di una stagione è riuscito a superare il problema.
È passato alla categoria senior nella stagione 2013-14, dopo aver vinto due medaglie al Campionato del mondo junior. Nel giro di poco tempo si è fatto notare vincendo un bronzo all'Internationaux de France e la medaglia d'argento al Campionato nazionale statunitense. Il suo programma libero, pattinato sulle musiche di Riverdance, è diventato virale, ottenendo 3.500.000 visualizzazioni in tre settimane. Grazie a questo risultato ha partecipato per la prima volta ai  Giochi olimpici invernali, nei quali ha vinto una medaglia di bronzo nella competizione a squadre e si è classificato nono in quella individuale.
Nel 2018, dopo un sesto posto al Campionato nazionale che lo ha escluso dalla squadra che ha partecipato alle Olimpiadi di PyeongChang, e dopo aver vinto un bronzo al Campionato dei Quattro continenti, Brown si è trasferito a Toronto per allenarsi sotto la guida di Brian Orser e Tracy Wilson.
L'11 giugno 2021 ha fatto coming out come omosessuale attraverso un post su Instagram.
Ha vinto la medaglia di bronzo nella gara a squadre alle Olimpiadi di Soči 2014 e un argento e un bronzo ai Mondiali juniores. È campione nazionale statunitense nel 2015 e ha vinto il bronzo ai campionati dei quattro continenti nel 2018 e l'argento nel 2020.

## Palmarès
| Internazionali | Internazionali | Internazionali | Internazionali | Internazionali | Internazionali | Internazionali | Internazionali | Internazionali | Internazionali | Internazionali | Internazionali | Internazionali | Internazionali | Internazionali | Internazionali | Internazionali |
| Evento | 2009–10        | 2010–11        | 2011–12        | 2012–13        | 2013–14        | 2014–15        | 2015–16        | 2016–17        | 2017–18        | 2018–19        | 2019–20        | 2020–21        | 2021–22        | 2022–23        | 2023-24        | 2024-25        |
| --- | -------------- | -------------- | -------------- | -------------- | -------------- | -------------- | -------------- | -------------- | -------------- | -------------- | -------------- | -------------- | -------------- | -------------- | -------------- | -------------- |
| Giochi olimpici invernali |                |                |                |                | 9°             |                |                |                |                |                |                |                | 6°             |                |                |                |
| Campionati mondiali |                |                |                |                |                | 4°             |                | 7°             | R              | 9°             | C              | 7°             |                | 5°             | 5°             | 8°             |
| Quattro continenti |                |                |                |                |                | 6°             |                | 6°             | 3°             | 5°             | 2°             |                |                |                |                |                |
| GP Final |                |                |                |                |                |                |                |                | 6°             |                |                |                | C              |                |                |                |
| GP Trophée Bompard |                |                |                |                | 3°             |                |                |                |                | 2°             |                |                | 3°             |                |                |                |
| GP NHK Trophy |                |                |                |                |                |                | R              | 7°             | 4°             |                | 5°             |                |                |                |                | 7°             |
| GP Rostelecom Cup |                |                |                |                |                | 5°             |                |                |                |                |                |                |                |                |                |                |
| GP Skate America |                |                |                |                | 5°             | 2°             | 3°             | 2°             |                |                | 2°             |                |                |                |                |                |
| GP Skate Canada |                |                |                |                |                |                |                |                | 2°             | 6°             |                | C              | 2°             |                |                | 8°             |
| CS Autumn Classic Int. |                |                |                |                |                |                |                |                |                | 4°             |                |                |                |                |                |                |
| CS Finlandia Trophy |                |                |                |                |                |                |                |                |                |                |                |                | 1°             |                |                |                |
| CS Golden Spin |                |                |                |                |                |                |                |                |                | 1°             | 1°             |                | R              |                |                |                |
| CS Ice Challenge |                |                |                |                |                |                | 2°             |                |                |                |                |                |                |                |                |                |
| CS Lombardia Trophy |                |                |                |                |                |                |                | 2°             | 2°             |                |                |                |                |                |                |                |
| CS Nebelhorn Trophy |                |                |                |                |                | 1°             |                |                |                |                | R              |                |                |                |                |                |
| CS Nepela Trophy |                |                |                |                |                |                | 1°             |                |                |                |                |                |                |                |                |                |
| CS U.S. Classic |                |                |                |                |                |                |                | 1°             |                |                |                |                |                |                |                |                |
| CS Warsaw Cup |                |                |                |                |                |                |                |                |                |                |                |                |                |                | 3°             |                |
| Nebelhorn Trophy |                |                |                |                | 2°             |                |                |                |                |                |                |                |                |                |                |                |
| Shangai Trophy |                |                |                |                |                |                |                |                |                |                |                |                |                |                |                | 3°             |
| Internazionali: Junior |                |                |                |                |                |                |                |                |                |                |                |                |                |                |                |                |
| Mondiali Junior |                | 7°             | 3°             | 2°             |                |                |                |                |                |                |                |                |                |                |                |                |
| JGP Final |                |                | 1°             | 4°             |                |                |                |                |                |                |                |                |                |                |                |                |
| JGP Australia |                |                | 1°             |                |                |                |                |                |                |                |                |                |                |                |                |                |
| JGP Francia |                | 2°             |                | 2°             |                |                |                |                |                |                |                |                |                |                |                |                |
| JGP Italia |                |                | 2°             |                |                |                |                |                |                |                |                |                |                |                |                |                |
| JGP Japan |                | 6°             |                |                |                |                |                |                |                |                |                |                |                |                |                |                |
| JGP Turchia |                |                |                | 1°             |                |                |                |                |                |                |                |                |                |                |                |                |
| Gardena Spring Trophy | 1° J           |                |                |                |                |                |                |                |                |                |                |                |                |                |                |                |
| Nazionali |                |                |                |                |                |                |                |                |                |                |                |                |                |                |                |                |
| Campionato statunitense | 1° J           | 9°             | 9°             | 8°             | 2°             | 1°             | R              | 3°             | 6°             | 3°             | 2°             | 3°             | 4°             | 2°             | 2°             | R              |
| Eventi a squadre |                |                |                |                |                |                |                |                |                |                |                |                |                |                |                |                |
| Giochi olimpici invernali |                |                |                |                | 3° S 4° P      |                |                |                |                |                |                |                |                |                |                |                |
| World Team Trophy |                |                |                |                |                | 1° S 2° P      |                | 3° S 6° P      |                |                |                | 2° S 6° P      |                | 1° S 4° P      |                | 1° S 2° P      |
| Team Challenge Cup |                |                |                |                |                |                | 1° S 2° P      |                |                |                |                |                |                |                |                |                |
| Japan Open |                |                |                |                |                |                |                |                |                |                |                |                |                | 2° S 6° P      | 2° S 5° P      |                |
| R = Ritirato; C = Evento cancellato; Livello: J = Junior S = Risultato della squadra; P = Risultato personale. Le medaglie sono assegnate solo per il risultato della squadra. |                |                |                |                |                |                |                |                |                |                |                |                |                |                |                |                |